# Caligula cachara
Caligula cachara là một loài bướm đêm thuộc họ Saturniidae. Nó được tìm thấy ở Đông Á, bao gồm Thái Lan.

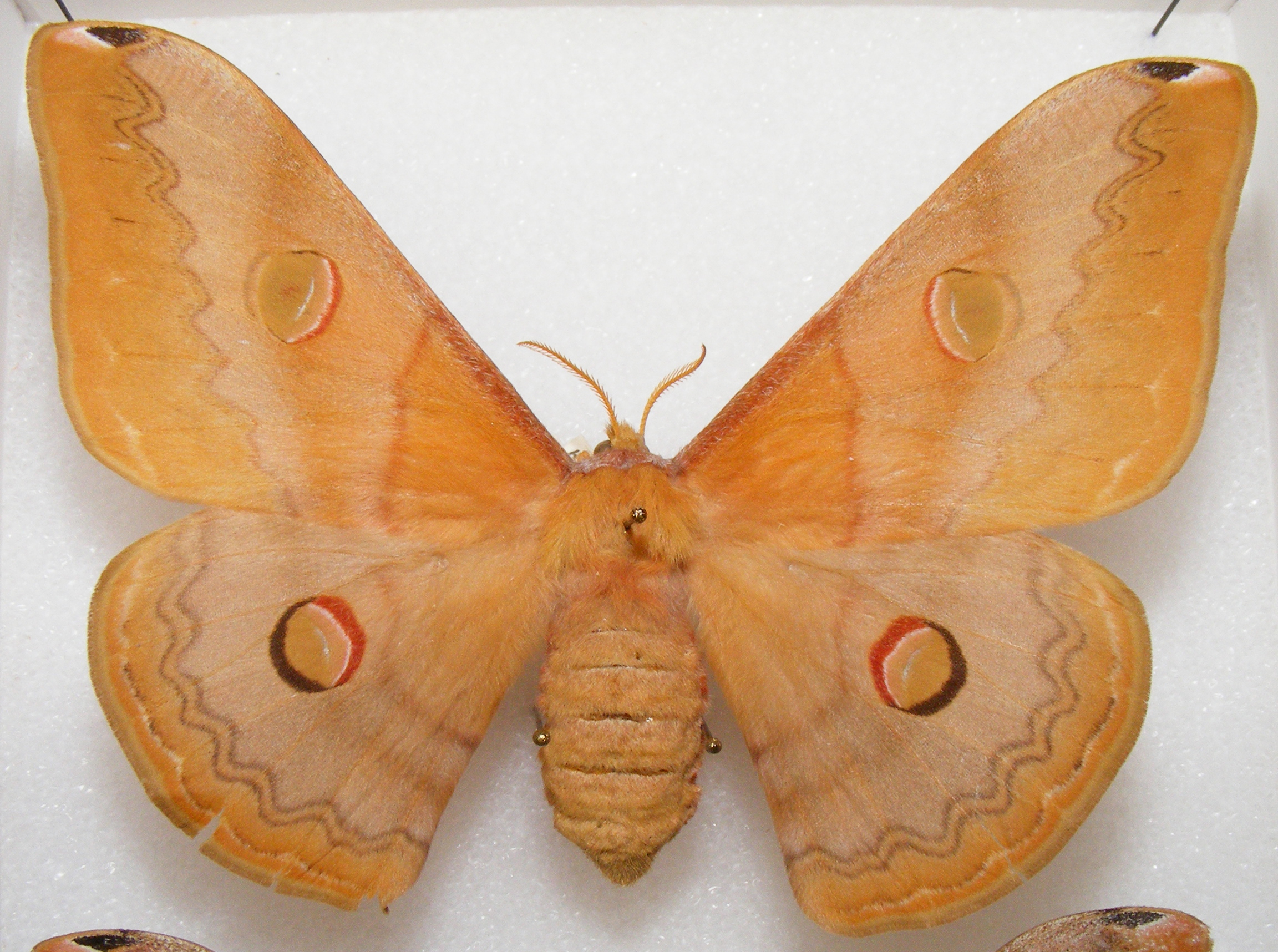
con cái

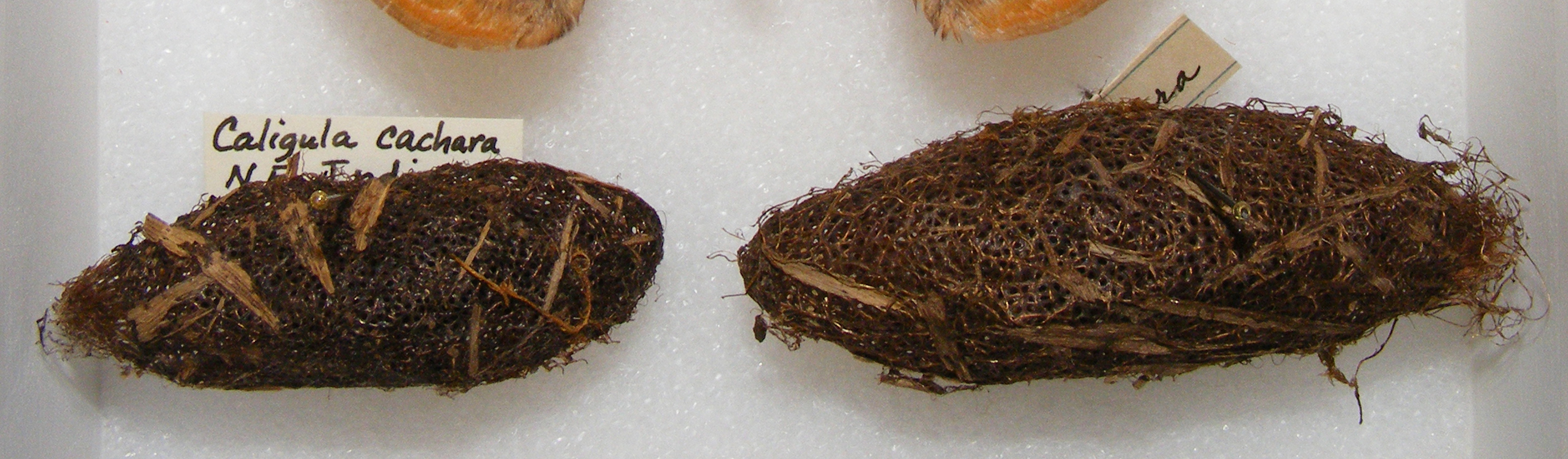
Cocoon

## Hình ảnh

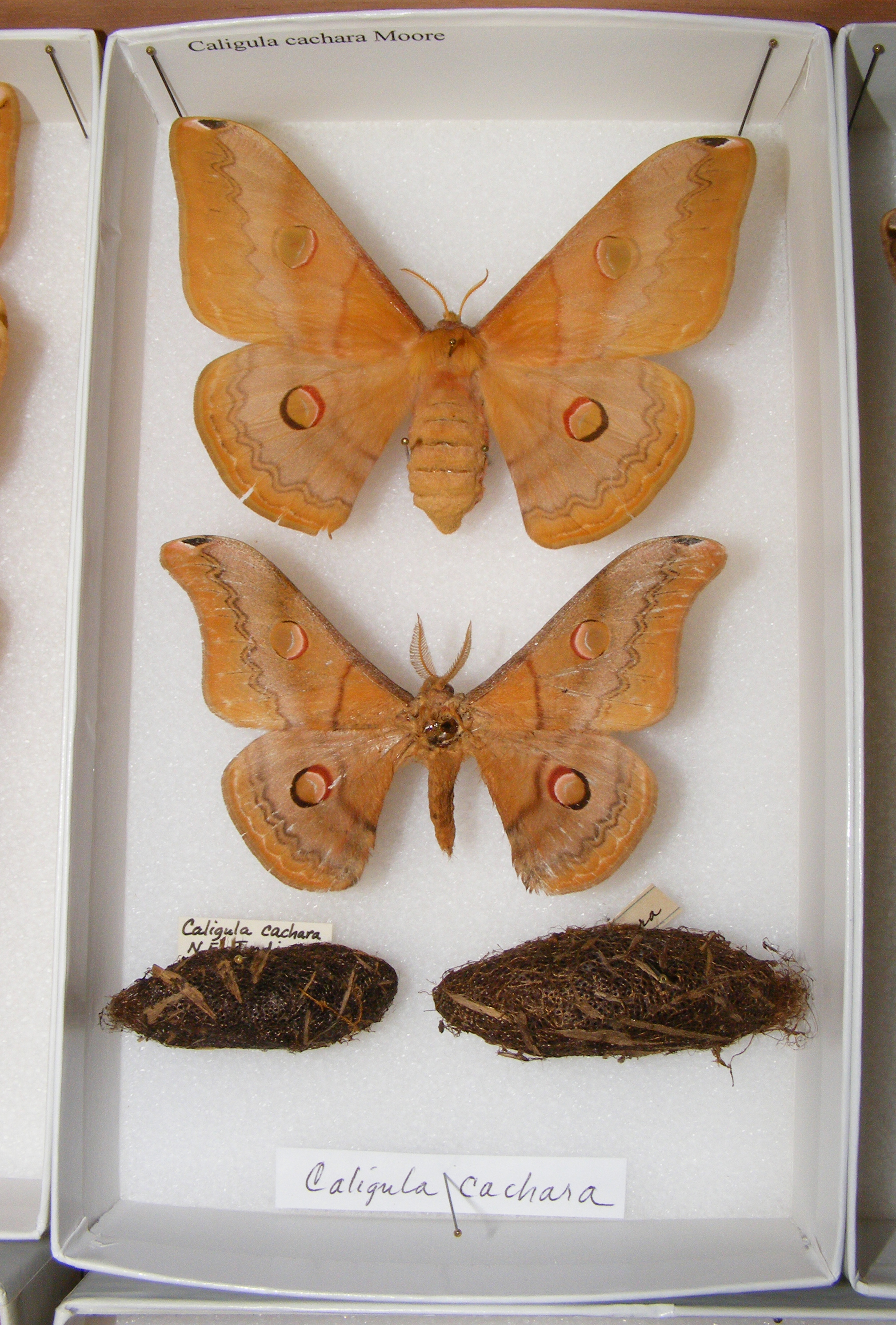